# Kaisu Koivisto

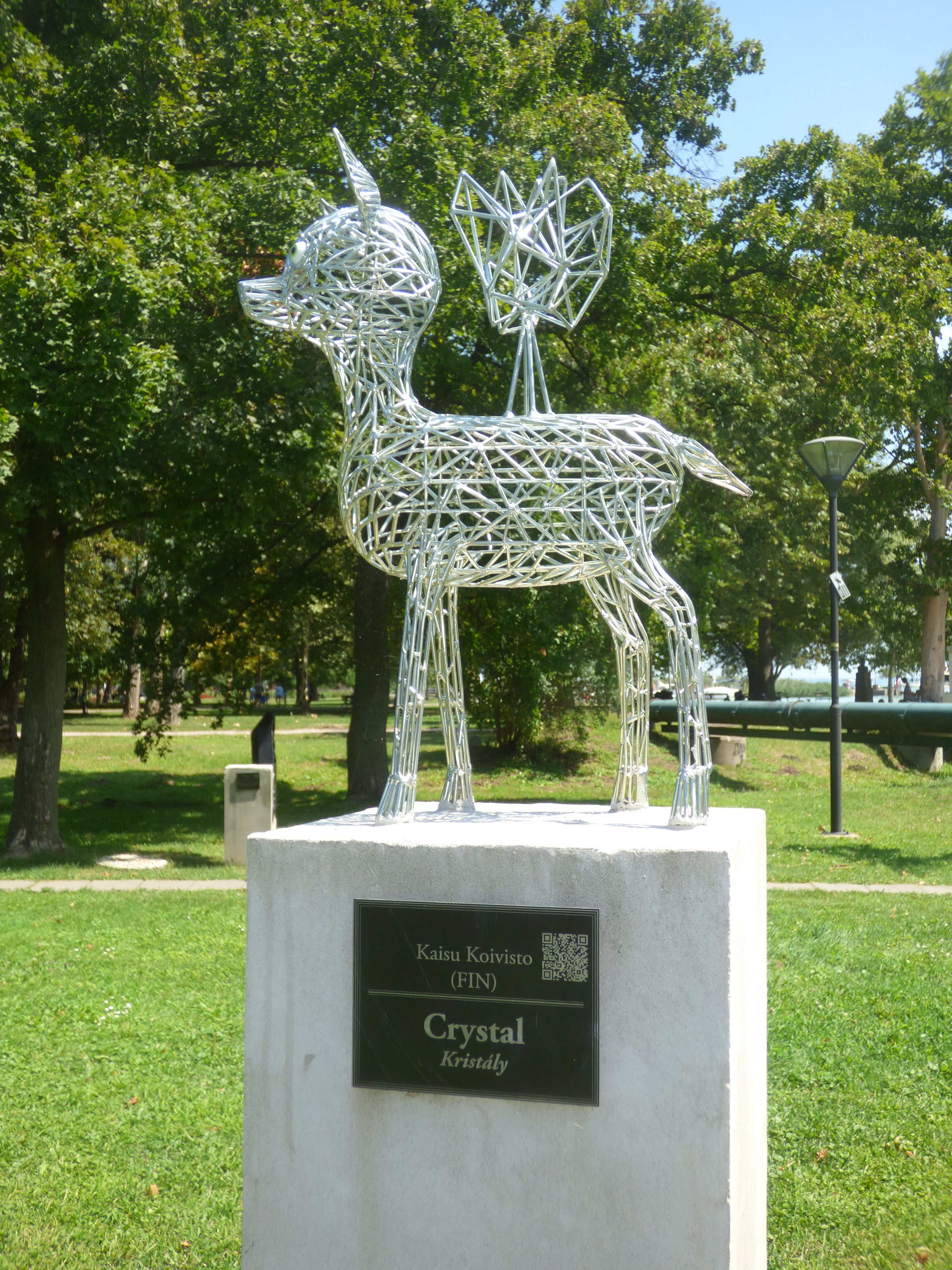
Kaisu Koivistos Crystal i Balatonalmádi, Ungern.

Kaisu Katariina Koivisto, född 8 juni 1962 i Seinäjoki, är en finländsk bildkonstnär. 
Koivisto studerade 1982–1986 vid konstskolan i Kankaanpää och ställde ut första gången 1986; framträdde i början som en expressiv målare. Hon uppmärksammades på 1990-talet för sin mångsidighet och sina djupgående konceptuella projekt, i vilka djurfigurer eller fragment av djur ingått som delar i hennes skulpturer, installationer, teckningar och foton. Detta tema ingick bland annat i utställningen Suuri lihakirja – The Great Meat Book 2002. Människans relation till naturen och exotiska kulturer har också inspirerat henne, liksom helt vardagliga föremål. År 2004 ställde hon ut en stor installation av papplådor. Hon utsågs 1996 till Årets unga konstnär i Tammerfors konstmuseum och har arbetat bland annat i New York, skrivit konstkritik och artiklar om bildkonst. Koivisto deltog i utställningen Animal, Anima, Animus i Björneborgs konstmuseum 1998 och har även fått internationellt erkännande. Hon har erhållit en rad pris, bland annat vid Nordiska teckningstriennalen 1995.